# دپتفورد غربی، نیوجرسی
دپتفورد غربی (به انگلیسی: West Deptford Township) شهری در ایالت نیوجرسی کشور ایالات متحده آمریکا است که جمعیت آن در سرشماری سال ۲۰۱۰ میلادی، ۲۱٬۶۷۷ نفر بوده‌است.